# CPLX4
CPLX4 (англ. Complexin 4) – білок, який кодується однойменним геном, розташованим у людей на довгому плечі 18-ї хромосоми. Довжина поліпептидного ланцюга білка становить 160 амінокислот, а молекулярна маса — 18 336.
| 10         |  | 20         |  | 30         |  | 40         |  | 50         |
| ---------- |  | ---------- |  | ---------- |  | ---------- |  | ---------- |
| MAFLMKSMIS |  | NQVKNLGFGG |  | GSEENKEEGG |  | ASDPAAAQGM |  | TREEYEEYQK |
| QMIEEKMERD |  | AAFTQKKAER |  | ACLRVHLREK |  | YRLPKSEMDE |  | NQIQMAGDDV |
| DLPEDLRKMV |  | DEDQEEEEDK |  | DSILGQIQNL |  | QNMDLDTIKE |  | KAQATFTEIK |
| QTAEQKCSVM |  |            |  |            |  |            |  |            |

A: Аланін

C: Цистеїн

D: Аспарагінова кислота

E: Глутамінова кислота

F: Фенілаланін

G: Гліцин

H: Гістидин

I: Ізолейцин

K: Лізин

L: Лейцин

M: Метіонін

N: Аспарагін

P: Пролін

Q: Глутамін

R: Аргінін

S: Серин

T: Треонін

V: Валін

Кодований геном білок за функцією належить до ліпопротеїнів. 
Задіяний у таких біологічних процесах, як транспорт, екзоцитоз, метилювання. 
Локалізований у мембрані, клітинних контактах, синапсах.